# Яковлев, Николай Михайлович (1756)
Николай Михайлович Яковлев (1756—1810) — действительный статский советник, прокурор московской конторы Синода.

## Биография
Сын члена военной коллегии генерал-поручика Михаила Александровича Яковлева родился в 1756 году. Образование получил домашнее; 1 января 1765 года, менее чем десяти лет от роду, он был зачислен на военную службу.
Служить начал в должности полкового квартирмейстера с 8 сентября 1776 года. Вскоре, 6 октября того же года, был перемещен в адъютанты к генерал-фельдмаршалу графу З. Г. Чернышёву. 17 сентября 1784 года перешёл в комиссариатскую часть кригсцалмейстером, 30 июня 1789 года был определён там прокурором, а 28 мая 1797 года, по упразднении кригскомиссариата, уволен в отставку. Был награждён орденом Св. Владимира 4-й ст. (22.09.1788).
20 февраля 1803 года, когда, при содействии своего родственника А. А. Яковлева, только что назначенного синодальным обер-прокурором, был определён в прокуроры московской синодальной конторы. В этой должности он и скончался 19 июля 1810 года.
В начале своей службы в синодальной конторе Яковлев, по примеру своего родственника, синодального обер-прокурора, обнаруживал стремление к большой самостоятельности, что вызывало неудовольствие со стороны московского митрополита Платона. После падения своего родственника Яковлев перестал привлекать к себе внимание и жил одиноким человеком в своих громадных имениях в Московской и Костромской губерниях.
Скончался 19 (31) июля 1810 года, похоронен в селе Поречье, Рузского уезда.